# Miguel Gortari
Miguel Gortari Errea (1887-1968) fue un ingeniero agrónomo y político español, procurador en las Cortes Españolas durante cinco legislaturas del período franquista.

## Biografía
Fue director de Estadística y Catastro de la Diputación de Navarra. Intervino en el segundo Congreso de la Sociedad de Estudios Vascos que se celebró en Pamplona en el verano de 1920. Fue el más votado en las elecciones para Cortes constituyentes por Navarra el 28 de junio de 1931 cuando estuvo como independiente en la coalición católico-fuerista. 
Participó en el análisis económico del Estatuto Vasco-Navarro en 1932, siendo favorable a este estatuto, aunque con sus matizaciones, para recobrar las facultades político-administrativas para Navarra. 
En 1934 fue subsecretario del ministerio de  Industria y Comercio con Alejandro Lerroux y en 1935 ocupó el cargo de subsecretario en el de Agricultura.
En las elecciones de febrero de 1936, fue elegido nuevamente diputado por el bloque de Derechas de Navarra.
Tras la guerra Civil Española fue alcalde del ayuntamiento de Pamplona y posteriormente fue nombrado Vicepresidente de la Diputación desde abril de 1952 a abril de 1961.